# Demonax notator
Demonax notator es una especie de insecto coleóptero de la familia Cerambycidae. Estos longicornios son endémicos de las islas Aru (Indonesia).
Mide unos 9,5 mm.